# Altarul de la Mediaș

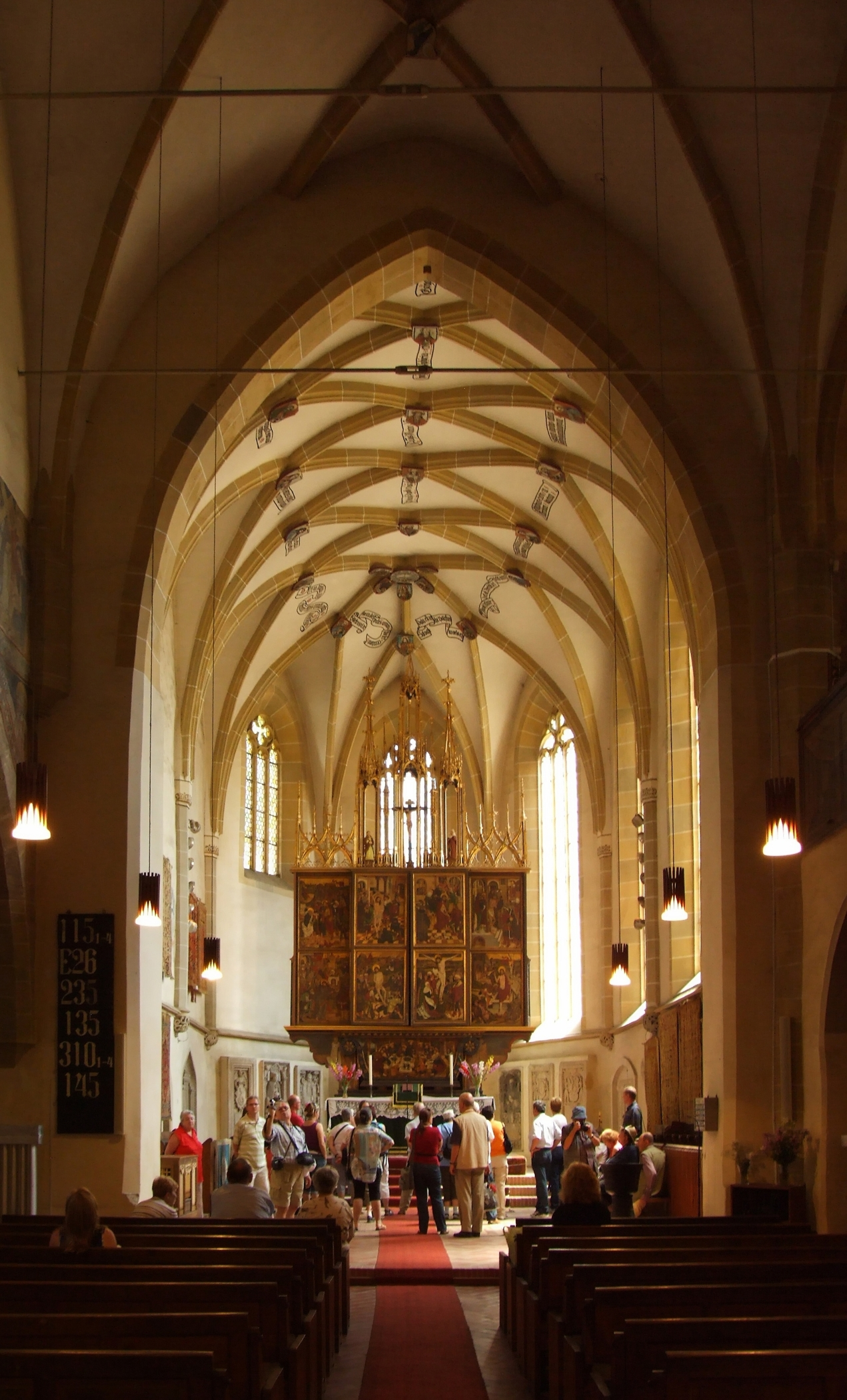
Altarul de la Mediaș

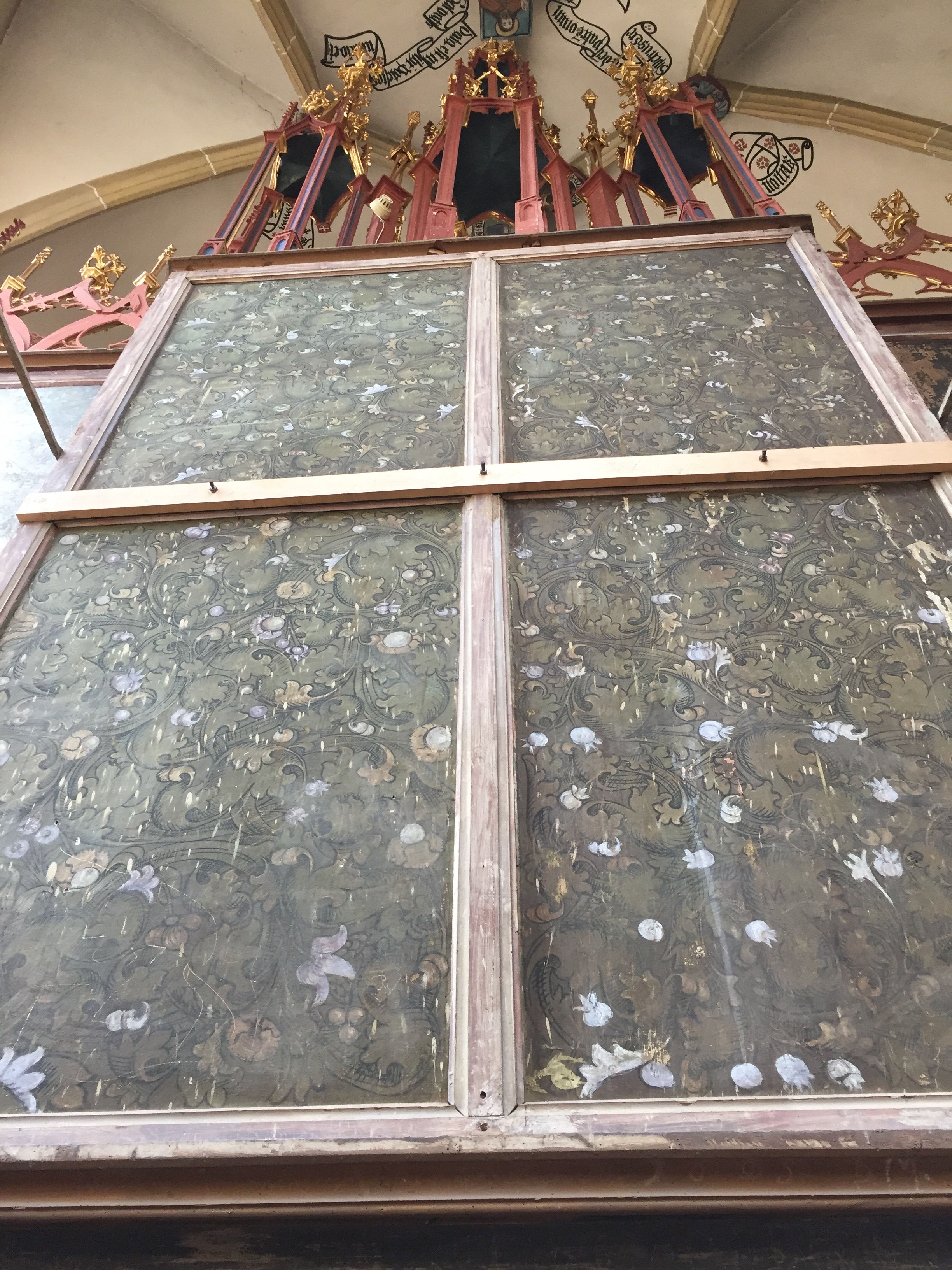
Spatele retablului

Altarul de la Mediaș a fost realizat în jurul anului 1485 și se păstrează în Biserica Sfânta Margareta din Mediaș. Altarul este una din cele mai importante lucrări ale goticului târziu din Transilvania. Împreună cu altarul din Biertan și altarul Bisericii fortificate din Proștea Mare este atribuit grupului de retabluri (altare poliptice) transilvănene aflate sub influența altarului din Schottenstift din Viena.

## Datare
Arhitectul Hermann Fabini a datat execuția altarului în jurul anului 1485.

## Structura
Altarul central măsoară 303 x 220 x 50 cm (înălțime x lățime x adâncime), panourile individuale de pictură ale aripilor altarului măsoară 153 x 110 cm (înălțime x lățime). Predela are 146 cm înălțime, 515 cm lățime, altarul mijlociu are o lungime de 303,5 cm și o adâncime de 30 cm. În interiorul vechii predele a fost instalată o piesă mai târzie. Altarul fost restaurat în anii 1972/73.

## Retablul
Decorația sculptată a altarului este în parte pierdută, doar picturile sunt păstrate. Ele decorează cele opt panouri cu scene ilustrând patimile lui Isus: Prinderea, Flagelarea, Încoronarea cu spini, Ecce homo!, Purtarea crucii, Odihna lui Cristos, Răstignirea și Învierea.